# Kemence (Pest)
Kemence es un pueblo de Hungría perteneciente al distrito de Szob, en el condado de Pest. Se ubica en la región septentrional del país, cerca de la frontera con Eslovaquia, en un área caracterizada por su entorno montañoso y boscoso.

## Geografía
Kemence se encuentra en el noroeste del condado de Pest, dentro de la zona montañosa de Börzsöny, parte de la cordillera de Cárpatos. El municipio está atravesado por el río Kemence, afluente del Danubio, y forma parte del Parque Nacional Duna–Ipoly, lo que le confiere un importante valor natural y paisajístico.

## Demografía
Según datos de 2024, la localidad cuenta con una población de 890 habitantes, con una densidad aproximada de 20,8 hab/km². La población ha mostrado un ligero descenso en las últimas décadas, siguiendo la tendencia general de las zonas rurales del norte de Hungría.

## Economía
La economía local se basa principalmente en la silvicultura, la agricultura a pequeña escala y el turismo rural, este último vinculado a las rutas de senderismo y actividades al aire libre que ofrece el Parque Nacional Duna–Ipoly.

## Transporte
Kemence está conectada por carreteras secundarias con las localidades cercanas del distrito de Szob y dispone de servicios de autobuses regionales. En el pasado, funcionó una línea de ferrocarril forestal, hoy convertida en tren turístico que recorre parte de la zona boscosa.

## Superficie
Cuenta con una superficie de 42,75 km².

## Demografía
Hasta 2024 la población era de 890 habitantes, con una densidad de población de 20,81 hab/km².
| Gráfica de evolución demográfica de Kemence entre 2020 y 2024 |
|                                                               |
| Datos según la Oficina Central de Estadística de Hungría.     |